# Melissa Hayden
Melissa Hayden, nome d'arte di Mildred "Millie" Herman (Toronto, 25 aprile 1923 – Winston-Salem, 9 agosto 2006), è stata una ballerina canadese.
È stata per diversi anni la prima ballerina del  New York City Ballet.

## Gioventù
Hayden era la secondogenita dell'immigrato russo  Jacob Herman e sua moglie Kate Weinberg. In famiglia aveva il soprannome Millie, con il quale era anche in futuro.

## Carriera di ballerina
Agli inizi degli anni '40 del Novecento si trasferì a New York per far parte del Ballettensemble (Corps de ballet) della Radio City Music Hall. Dal 1945 al 1947 fece parte del American Ballet Theatre e dal 1948, subito dopo la sua fondazione, fece parte del New York City Ballet. Qui si esibì frequentemente con il ballerino Jacques d'Amboise. Dal 1955 fino al suo ritiro dalle scene nel 1973 era la  prima ballerina del New York City Ballets.

## Cinema e televisione
Hayden partecipò regolarmente alle The Kate Smith Show  e The Ed Sullivan Show. 1952 fece da ballerina la controfigura a Claire Bloom nelle scene di ballo di Luci della ribalta di Charles Chaplin. nel 1965 comparve in America come Sugar Plum Fairy in una interpretazione di un'ora dello Schiaccianoci in tv, film registrato nel 1964 e trasmesso quattro giorni prima del natale 1965 dalla  CBS. In tale film  fecero parte altre ballerine di fama internazionale quali  Edward Villella e Patricia McBride, e dove la storia era letta da  Eddie Albert a quel tempo reso noto dalla serie Green Acres. 
A 50 anni, dopo più di 60 produzioni, solitamente sotto la regia di  George Balanchine, concluse nel 1973 la carriera di ballerina. Il balletto "Cortege Hongrois", tuttora in programma nel repertorio del  New York City Ballet, venne scritto da Balanchine in suo onore per la fine della sua carriera. Alla prima di tale balletto il sindaco di New York John Lindsay le consegnò la Handel Medallion della città, e nella Laudatio onorò come "extraordinary ballerina who has filled the hearts of her audience with joy." (it.: "ballerina straordinaria, che è entrata con gioia nei cuori del suo pubblico") 

## Il dopocarriera
Dopo il suo ritiro dalle scene prese la direzione del balletto del Skidmore College, inoltre insegnò alla School of Pacific Northwest Ballet a Seattle e nella sua propria scuola aperta a New York City. Dal 1983 fino a un mese prima della sua morte insegnò alla North Carolina School of the Arts a Winston-Salem.

## Vita privata
Melissa Hayden sposò l'avvocato Donald Coleman con il quale ebbe un figlio (Stuart) e una figlia (Jennifer). Il 9 agosto 2006 morì all'età di 83 anni di cancro del pancreas nella sua casa a Winston-Salem.

## Opere
Melissa Hayden ha pubblicato diversi libri:
- Melissa Hayden, Offstage and On (1963)
- Ballet Exercises for Figure, Grace & Beauty (1969)
- Dancer to Dancer: Advice for Today's Dancer (1981) ISBN 0-385-15582-4
- The Nutcracker Ballet, ilustrado por Stephen Johnson (1992) ISBN 0-8362-4501-6